# Danilo Riethmüller
Danilo Riethmüller, född 13 november 1999, är en tysk skidskytt.

## Karriär
Danilo Riethmüller debuterade i världscupen 2024. Hans första individuella pallplats kom i och med andraplatsen i masstarten den 22 december 2024.